# 浜武秀
浜 武秀（はま たけひで）は、日本の実業家。日東製粉（現・日東富士製粉）代表取締役社長、製粉協会会長を務めた。

## 略歴
長野県岡谷市出身。長野県諏訪清陵高等学校を経て、東京大学教養学部卒業。三菱商事入社。穀物部長、食糧本部長を経て、日東製粉（現・日東富士製粉）代表取締役社長。製粉協会会長。2003年日東製粉相談役。